# Wohnungswirtschaft und Mietrecht
Wohnungswirtschaft und Mietrecht, kurz WM bzw. (vor allem in neuerer Zeit zur Vermeidung von Verwechslungen mit der gleichlautenden Abkürzung der Zeitschrift für Wirtschafts- und Bankrecht — Wertpapiermitteilungen) WuM, ist eine deutsche juristische Fachzeitschrift für Mietrecht, Wohnungseigentumsrecht und wohnungswirtschaftliche Themen.
Sie besteht seit 1948 und wird vom Deutschen Mieterbund (DMB Verlags- und Verwaltungsgesellschaft) herausgegeben. Die Zeitschrift erscheint monatlich in einer Auflage von 6.000 Exemplaren.
Statt eines Abonnements ist auch für ein monatliches Entgelt ein Online-Zugriff möglich. Durch die Zusammenarbeit mit juris sind die Beiträge, die in der Zeitschrift seit 1997 erschienen sind, in der Datenbank als Volltext abrufbar.
Die Zeitschrift richtet sich an die Gerichte, an Rechtsanwälte, an die Wohnungswirtschaft sowie an Mieter, Vermieter und Wohnungseigentümer.
Zu ihren Inhalten zählen aktuelle Gerichtsentscheidungen, teils mit Anmerkungen, und Aufsätze. Auch Urteilsanmerkungen zum Miet- und Wohnungseigentumsrecht, die ursprünglich für Juris erstellt worden sind, werden teilweise in der WuM abgedruckt.